# Tybald II Lotaryński
Tybald II Lotaryński (ur. 1263, zm. 13 maja 1312) – książę Lotaryngii od 1302, syn Fryderyka III.

## Życiorys
Panowanie Tybalda wypełnione było ciągłymi wojnami. Popierając Albrechta I wybranego w 1298 roku na antykróla przeciwko Adolfowi z Nassau wziął udział w bitwie pod Göllheim w której Adolf poległ. Tybald w latach 1302 - 1304 wspierał Filipa IV Pięknego w wojnie z Flandrią i uczestniczył w decydującej bitwie pod Mons-en-Pévèle. W 1305 roku razem z Janem II księciem Brabancji i Amadeuszem V hrabią Sabaudii został wysłany przez króla na negocjacje z Flamandami. W tym samym roku był obecny na intronizacji nowego papieża Klemensa V. Został wyznaczony przez papieża do ściągania dziesięciny nałożonej na duchowieństwo z terenów Lotaryngii przez co popadł w konflikt z biskupem Metzu Reginaldem z Bar.